# La fiera di Venezia
La fiera di Veneza (A feira de veneza) é uma ópera bufa descrito como uma comédia composto por Antonio Salieri, com o libreto de Giovanni Gastone Boccherini.
A ópera estreou em 29 de janeiro de 1772 no Burgtheater em Viena. Foi uma das melhores óperas de Salieri e durante a sua vida foi encenada mais de trinta vezes em toda a Europa.